# Massimo Ranieri (album)
Massimo Ranieri è il primo album del cantante italiano Massimo Ranieri, pubblicato a gennaio del 1970.

## Il disco
L'uscita dell'album fa seguito alla partecipazione di Ranieri a Canzonissima 1969 con Se bruciasse la città, canzone che alla manifestazione si classifica al terzo posto e che è contenuta in quest'album insieme al brano sul retro del singolo, Rita.
Il disco raccoglie alcune canzoni già conosciute dell'artista perché pubblicate su 45 giri, e cioè Pietà per chi ti ama, Rose rosse e Piangi piangi ragazzo (1968), Il mio amore resta sempre Teresa (1969, che sul lato B aveva la "riciclata" Rose rosse), Quando l'amore diventa poesia, presentata in abbinamento con Orietta Berti al Festival di Sanremo 1969.
Completano il disco cinque inediti: Parla tu cuore mio, portato al successo nel 1967 da Tony Del Monaco, Magia ed È diventato amore, anche queste incise in precedenza dall'artista citato, Ma l'amore cos'è, scritta da Giancarlo Guardabassi sempre con Del Monaco, e una versione della celeberrima 'O sole mio, che Ranieri reinciderà anche in altre occasioni; questi ultimi due brani verranno pubblicati in seguito su 45 giri.
Gli arrangiamenti sono curati dal Maestro Enrico Polito, tranne Parla tu cuore mio, arrangiata dal Maestro Elvio Monti.

## Tracce
Lato A
1. Rose rosse (testo: Giancarlo Bigazzi – musica: Enrico Polito)
2. Il mio amore resta sempre Teresa (testo: Daniele Pace – musica: Albert Hammond e Lee Hazlewood)
3. Parla tu cuore mio (testo: Tony Del Monaco ed Ettore Carrera – musica: Lonnie Donegan e James Currie)
4. Piangi piangi ragazzo (testo: Giancarlo Bigazzi – musica: Fordson)
5. Quando l'amore diventa poesia (testo: Mogol – musica: Piero Soffici)
6. Pietà per chi ti ama (testo: Giancarlo Guardabassi – musica: Enrico Polito)

Durata totale: 0:00
Lato B
1. Se bruciasse la città (testo: Giancarlo Bigazzi – musica: Enrico Polito e Totò Savio)
2. Rita (testo: Giancarlo Bigazzi – musica: Enrico Polito e Totò Savio)
3. Magia (testo: Tony Del Monaco – musica: Enrico Polito)
4. È diventato amore (testo: Tony Del Monaco – musica: Enrico Polito)
5. Ma l'amore cos'è (testo: Tony Del Monaco e Giancarlo Guardabassi – musica: Enrico Polito)
6. 'O sole mio (testo: Giovanni Capurro – musica: Eduardo Di Capua e Alfredo Mazzucchi; edizioni musicali Bideri)

Durata totale: 0:00